# Gare de Solférino
La gare de Solférino est une gare ferroviaire française (fermée au service des voyageurs) de la ligne de Bordeaux-Saint-Jean à Irun, située sur le territoire de la commune de Solférino, dans le département des Landes en région Nouvelle-Aquitaine.

## Situation ferroviaire
Elle est située au point kilométrique (PK) 96,088 entre les gares de Labouheyre et de Morcenx.
Son altitude est de 83 m.

## Histoire
La gare est créée en 1857 sous le nom de "station de Sabres".

## Le trafic ferroviaire

### Service voyageurs
La gare est fermée au service des voyageurs.